# Siergiej Kożewnikow (funkcjonariusz NKWD)
Siergiej Fiodorowicz Kożewnikow (ros. Сергей Фёдорович Кожевников, ur. 1904 w Nieżynie, zm. 1961 w Zaporożu) – funkcjonariusz radzieckich organów bezpieczeństwa, generał major.

## Życiorys
Od 1926 w WKP(b), 1929-1933 pełnomocnik okręgowego oddziału GPU, sektora operacyjnego GPU w Dniepropetrowsku i rejonowych oddziałów GPU w Równem i Makiejewce, 1933-1935 zastępca szefa wydziału politycznego stanicy maszynowo-traktorowej w obwodzie charkowskim, 1935-1937 słuchacz kursów ogólnokształcących w Charkowie, potem pełnomocnik Wydziału IV Zarządu NKWD obwodu charkowskiego. Od 1938 do maja 1939 pomocnik szefa Oddziału NKWD Ukraińskiej SRR, od maja do listopada 1939 starszy oficer śledczy Wydziału Śledczego NKWD Ukraińskiej SRR, od listopada 1939 zastępca szefa, a od 15 kwietnia do lipca 1941 szef Zarządu NKWD obwodu winnickiego. Od września do listopada 1941 p.o. szefa Zarządu NKWD obwodu sumskiego. Przeniesiony do kontrwywiadu wojskowgo w listopadzie-grudniu 1941 zastępca szefa Wydziału Specjalnego (OO NKWD) 57 Armii, od grudnia 1941 zastępca I. Moskalenki szefa Wydziału I (ochrona LKO i sztabów Armii Czerwonej) Zarządu Wydziałów Specjalnych NKWD ZSRR, od kwietnia 1943 pomocnik szefa Głównego Zarządu Kontrwywiadu SMIERSZ Ludowego Komisariatu Obrony ZSRR, 26 maja 1943 mianowany generałem majorem.
W sierpniu 1944 szef Inspekcji Sojuszniczej Komisji Kontroli w Rumunii, a od września 1944 do maja 1946 w Finlandii. Od maja do lipca 1946 pomocnik szefa III Głównego Zarządu MGB ZSRR, od lipca 1946 do listopada 1950 szef Inspekcji MGB ZSRR, od listopada 1950 do listopada 1951 szef IX Zarządu MGB ZSRR, od grudnia 1951 do 28 kwietnia 1952 szef Zarządu MGB obwodu drohobyckiego, a od 28 kwietnia 1952 do marca 1953 szef Zarządu MGB obwodu zaporoskiego.

## Odznaczenia
- Order Lenina (dwukrotnie)
- Order Czerwonego Sztandaru (trzykrotnie)
- Order Wojny Ojczyźnianej I klasy
- Order Czerwonej Gwiazdy (trzykrotnie)